# Great Massingham
Great Massingham is een civil parish in het Engelse graafschap Norfolk met 902 inwoners.